# Легион „Кондор“
Легион Кондор (на немски: Legion Condor) е формация, съставена от доброволци от Луфтвафе. Взема участие в гражданската война в Испания на страната на националистите водени от Франсиско Франко. Легионът се състои от четири ескадрили бомбардировачи и четири ескадрили изтребители, под командването на Хуго Шперле. В състава на формацията влизат и отряди за противотанкова и противовъздушна защита. Танковото подразделение на легиона, командвано от Вилхелм фон Тома, има на въоръжение 180 танка Панцер I, а впоследствие са използвани и съветски трофейни танкове Т-26.
- Щандарти на легион Кондор